# Lycée Paul-Painlevé
Le lycée polyvalent Paul-Painlevé est un établissement d'enseignement secondaire et supérieur public situé à Oyonnax, 13 place des déportés de 1944, dans le département de l'Ain (France). Le lycée comprend également une section d'enseignement professionnel.

## Historique

### Paul Painlevé
Paul Painlevé (1863-1933) était un mathématicien et homme politique français.
En 1897, il devient maître de conférence en calcul différentiel et intégral et géométrie descriptive à l’École normale supérieure en 1903 puis professeur de mécanique rationnelle et des machines à Polytechnique en 1905.
Il reçoit en 1890 le grand prix de mathématiques de l'Académie des sciences puis il y est élu comme membre en 1900.
Il entre en politique en 1910 en étant élu député socialiste indépendant du 5e arrondissement de Paris. Il devient Ministre de l'Instruction publique en 1915, de la Guerre en 1917 et entre 1925 et 1929, de l'Air entre 1930 et 1933. Il est élu président de la Chambre des députés en 1924 puis devient président du Conseil en 1925.
En tant que ministre de la Guerre, il ordonne le début des travaux de la ligne Maginot.
Il fut député du département de l'Ain en 1928 et reconduit en 1932. Il s'intéressera aux formations dans le domaine de la plasturgie au lycée d'Oyonnax.
Il est inhumé au Panthéon, le 4 novembre 1933 après des funérailles nationales.

### Histoire du lycée
En 1879, une École primaire supérieure (EPS) ayant pour but de former des comptables et des employés de bureau pour répondre aux besoins de l'industrie locale est construite à Oyonnax. Elle accueille des élèves à  partir de 1884. L'école devient par la suite une École pratique de commerce et d'industrie (EPCI) en 1907 et un atelier de forge y est créé,.
En 1932, cette école pratique devient l'une des Écoles nationales professionnelles (ENP) à travers le territoire national, ce qui accroit son rayonnement. Elle devient ensuite l'école nationale des matières plastiques (ENMP) en 1934 et un internat y est créé. Elle s'agrandit en 1937 et devient l' « ENMP Paul Painlevé », prenant le nom du député du département de l'Ain,.

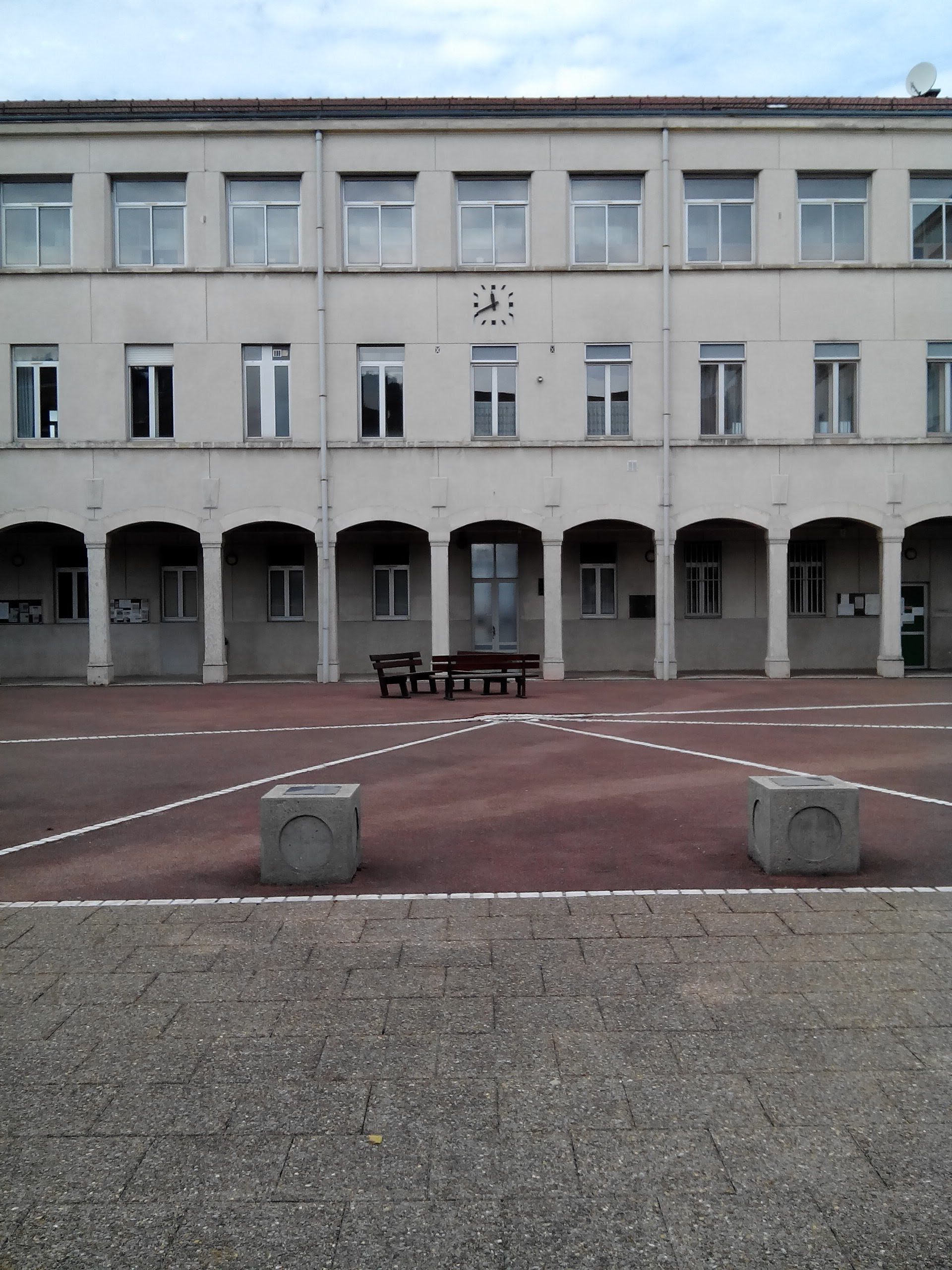
Pavés blancs commémoratifs dans la cour du lycée.

Pendant la Seconde Guerre mondiale, des enseignants de l'école rejoignent la Résistance, et celle ci est utilisée comme hôpital par les résistants du Maquis de l'Ain. Le plus connu de ces enseignants est Élie Deschamps dit "Ravignan", un professeur de mathématiques et l'un des responsables du Maquis de l'Ain et du Haut-Jura. Il entre dans la Résistance en 1942 et est relevé de ses fonctions par l’Éducation Nationale en 1943 à cause de ses idées. Quelques-uns de ses anciens élèves le rejoignent dans le Maquis. Il a été l'un des organisateurs du Défilé du 11 novembre 1943 à Oyonnax. En février 1944, il est nommé commandant du groupement Ouest des FFI de l'Ain. Il reprend son poste à l'ENMP en 1945.

En juillet 1944, les soldats allemands lancent des représailles contre la ville d'Oyonnax : la ville est bombardée et mitraillée. Un des bombardements touche les bâtiments de l'école le 13 juillet, qui sont en partie détruits. Aujourd'hui, dans la cour du lycée, des lignes de pavés blancs rayonnent autour de l'endroit où l'obus est tombé. Le 19 juillet, 120 hommes de 17 à 35 ans sont réunis Place des Écoles, aujourd’hui Place des Déportés en leur souvenir, devant l'école. 72 d'entre eux seront déportés au camp de concentration de Neuengamme. Aujourd'hui, devant le lycée, se trouve une stèle commémorant la rafle du 19 juillet 1944. 

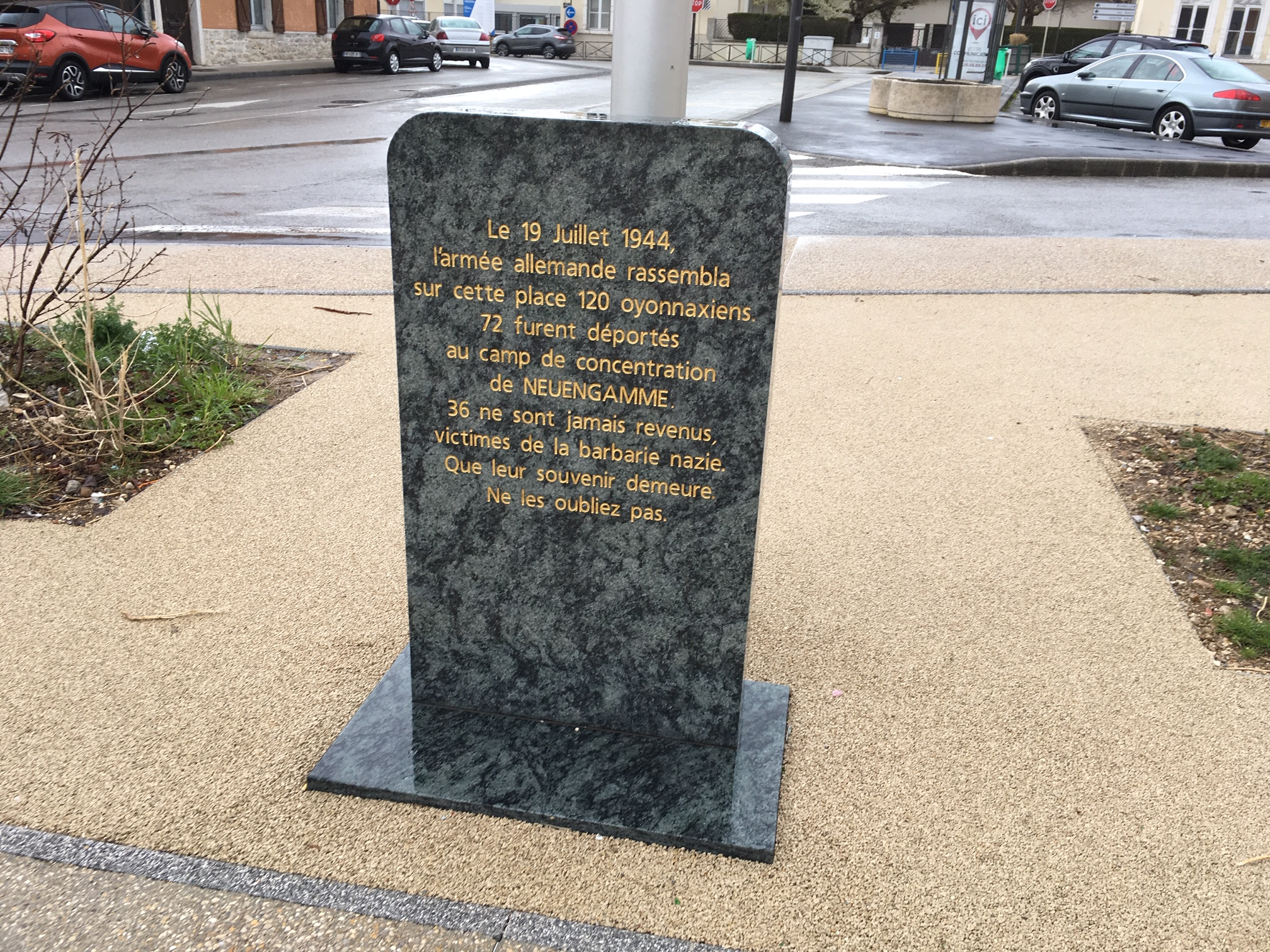
Stèle commémorant la déportation du 19 juillet 1944, devant le lycée.

Après la guerre, entre 1947 et 1964, l'établissement s'agrandit. Il devient lycée technique d’État en 1958 puis le lycée polyvalent Paul-Painlevé en 1969, nom qu'il porte toujours aujourd'hui.
Les sections industrielles qui étaient abritées au lycée Paul-Painlevé déménagent en 1979 au lycée Arbez-Carme (à Bellignat), établissement créé en 1978. Le lycée Paul-Painlevé conserve les sections tertiaires. Le dortoir est transformé en salle de classe en 1980 et transféré au lycée Arbez-Carme.
Entre 1998 et 2003 une extension est créée, ainsi qu'un amphithéâtre, et les locaux de l’administration sont rénovés.
En 2009, la région Rhône-Alpes annonce une nouvelle restructuration.
En janvier 2019, le seconde tranche des travaux de réhabilitation débute et devrait durer près de 3 ans, pour un budget de 11 millions d'euros. La partie du lycée abritant les sections professionnelles a été réhabilitée entre 2015 et 2018, première tranche des travaux de restructuration.
En 2022, les travaux sont terminés et le lycée est "livré" après 6 ans de travaux.

## Enseignements proposés
Le lycée compte environ 750 élèves. Il propose un hébergement organisé hors établissement, au lycée Arbez Carme de Bellignat.

### Enseignement secondaire
Le lycée abrite des élèves qui préparent le baccalauréat général et le baccalauréat technologique (ST2S, STMG). Le lycée propose trois spécialités pour le bac STMG : Gestion et finance, Mercatique, Ressources humaines et communication.
Avec le lycée Arbez-Carme, il propose plus de 10 enseignements de spécialités dont certaines rares comme le théâtre ou l'histoire des arts. Toujours en partenariat, les deux lycées accueillent plusieurs sections sportives dont la section sportive rugby et l'académie fédérale.

### Enseignement professionnel
Le lycée propose une classe de troisième préparatoire à l'enseignement professionnel, un CAP Employé de commerce multi-spécialité en deux ans, ainsi qu'un bac pro gestion-administration et un bac pro métiers du commerce et de la vente option A animation et gestion de l'espace commercial, tous deux en trois ans après la classe de 3e prépa pro,.

### Enseignement supérieur
Le lycée accueille un MC Animation-gestion de projets dans le secteur sportif, un BTS Gestion de la PME, ainsi qu'une Formation Complémentaire d'Initiative Locale "Négociation Commerciale et Digitale dans l'Industrie", en partenariat avec le lycée Arbez Carme de Bellignat.

## Classement du lycée
Résultats du bac général et technologique 2018 :
- ES : 81% (34 reçus / 42 présentés)
- L : 84% (21 reçus / 25 présentés)
- S : 82% (27 reçus / 33 présentés)
- ST2S : 94% (31 reçus / 34 présentés)
- STMG : 70% (30 reçus / 44 présentés)
- Toutes séries (moyenne) : 81% (144 reçus / 178 présentés)

Résultat du bac professionnel, toutes séries confondues, en 2018 : 85%

## Options et langues
Langues (par ordre alphabétique) :
- Allemand
- Anglais
- Espagnol
- Italien
- Portugais

Options (par ordre alphabétique),:
- Italien LV3
- Latin
- Théâtre[15]

Le lycée propose une section européenne de lycée général et technologique (qui accueille toutes les filières générales et technologiques du lycée) en anglais, avec comme discipline non linguistique l'histoire ou les SVT, et une section européenne Italien (DNL SVT) ; il accueille également une section européenne de lycée professionnel en anglais et espagnol pour les élèves des deux filières de Bac pro.
Le lycée accueille une section sportive handball depuis la rentrée 2018 en partenariat avec l'USO Handball. Il a également un partenariat avec le PVFC (Plastic Vallée Football Club) et Oyonnax Rugby,.

## Incidents

### Suicide du proviseur
Le 16 février 2017, le proviseur du lycée est retrouvé mort dans son appartement de fonction, il se serait suicidé par pendaison. Le matin même, il aurait été présent au salon de la formation et de l'emploi. À la suite de ces évènements la mairie d'Oyonnax aurait confirmé l'ouverture d'une cellule psychologique pour les élèves et le personnel. Le parquet de Bourg-en-Bresse a confirmé qu'il était en arrêt-maladie et était traité pour son état dépressif.

### Incident lors d'un voyage scolaire
En mars 2018, lors d'un voyage en Pologne organisé par le lycée Paul-Painlevé, des conducteurs de bus d'une compagnie du Tarn, ivres, auraient tambouriné en pleine nuit à la porte de lycéennes. L’affaire localement très médiatisée, aurait conduit le lycée à déposer plaintes.